# Нёшатель (сыр)
Нёшате́ль (фр. Neufchâtel) — французский сыр из коровьего молока, производимый в Верхней Нормандии. Он имеет сухую корочку, покрытую белой пушистой плесенью, и упругую мякоть с ароматом и нежным вкусом грибов.

## История
Нёшатель — самый древний сыр Нормандии: упоминания о нём встречаются уже в 1035 году. Своё название он получил от деревушки Нёшатель-ан-Бре.
Во время Столетней войны французские девушки дарили англичанам сыры, имевшие форму сердца. Именно в это время нёшатель приобрёл одну из своих наиболее узнаваемых форм.
Пика своей популярности нёшатель достигает в XIX веке. Во время визита Наполеона в Нормандию в дар ему преподносят корзину этих сыров.
В XX веке нёшатель входит в число сыров, имеющих маркировку AOC и AOP (1969 г.).

## Изготовление
Сыр изготавливают с апреля по ноябрь.

В наше время нёшатель производят практически по той же технологии, что и много веков назад. Молоко разливают в ёмкости при температуре около 20 °C, добавляют сычужный фермент и молочную сыворотку, после чего оставляют молоко сворачиваться на 24-36 часов. Затем сыворотку сливают и добавляют грибок penicillium candidum. Полученную массу прессуют в формах и размещают на деревянных стеллажах, затем солят вручную и отправляют в подвал для созревания при температуре 12-14 °C и влажности 95 %.

Через 10 дней сыр уже готов, но для того, чтобы получился сыр с более острым вкусом, сухой съедобной корочкой и низкой жирностью (около 20 %), срок созревания продлевают до 10 недель.

## Описание
Сырное тесто мягкое, однородное; жирность — 50 %. Корочка сухая, бархатистая, сплошь покрытая белой плесенью, придающей сыру своеобразный вкус и отчётливый плесневый запах.
У сыра Нёшатель существует шесть традиционных форм:
| Вид головки                       | Размеры, см | Толщина, см | Вес, г |
| --------------------------------- | ----------- | ----------- | ------ |
| «Квадрат» (фр. carré)             | 6,5x6,5     | 2,4         | 100    |
| «Брикет» (фр. briquette)          | 5x7         | 3           | 100    |
| «Бочонок» (фр. bondon)            | диаметр 4,5 | 6,5         | 100    |
| «Двойной бочонок» (фр. bondard)   | диаметр 5,8 | 8           | 200    |
| «Сердце» (фр. cœur)               | 10x8,5      | 3,2         | 200    |
| «Большое сердце» (фр. grand cœur) | 14x10,5     | 5           | 600    |

## Употребление
Нёшатель подают в конце обеда перед десертом. Его употребляют со свежим хлебом с хрустящей корочкой и красными винами Côtes du Rhône, Beaujolais, Pomerol или Saint-Emilion.